# Kabinet-Popescu-Tăriceanu
Het kabinet-Popescu-Tăriceanu was het kabinet van Roemenië van 29 december 2004 tot 22 december 2008. Het stond onder leiding van premier Călin Popescu-Tăriceanu.

## Vorming van het kabinet
Op 28 november 2004 vonden er in Roemenië parlementsverkiezingen plaats. De kiezers moesten een nieuwe Kamer van Afgevaardigden en een nieuwe Senaat kiezen. De verkiezingen werden gewonnen door de Nationale Unie PSD + PUR (de sociaaldemocratische PSD en de conservatieve PUR). De Nationale Unie kreeg 36,8% van de stemmen in de Kamer van Afgevaardigden en 37,2% van de stemmen in de Senaat. De Alliantie van Recht en Waarheid (bestaande uit de liberale PNL en de centristische PD) van Călin Popescu-Tăriceanu werd de tweede partij met 31,5% van de stemmen in de Kamer en 31,8% van de stemmen in de Senaat. Nadat de presidentsverkiezingen van 13 december 2004 waren gewonnen door Traian Băsescu, de kandidaat van de Alliantie van Recht en Waarheid, stapte de PUR uit de Nationale Unie en onderhandelde met de Alliantie van Recht en Waarheid over een nieuwe regering. De Democratische Unie van Hongaren in Roemenië (UDMR) was inmiddels ook onderhandelingen met de Alliantie begonnen. Op 25 december tekenden de PUR en de UDMR een verdrag met de Alliantie en op 29 december werd het kabinet gepresenteerd aan het parlement. Het parlement sprak vervolgens haar vertrouwen uit.

## Partijen in het kabinet
Het kabinet bestond aanvankelijk uit vier partijen, waarvan twee ondergebracht in een alliantie:
- Alliantie van Recht en Waarheid (DA)
  - Nationaal-Liberale Partij (PNL)
  - Democratische Partij (PD)
- Humanistische Partij van Roemenië (PUR), sinds 2005 Conservatieve Partij (PC) geheten
- Democratische Unie van Hongaren in Roemenië (UDMR)

Er was ook een partijloze minister, Monica Luisa Macovei, lid van het kabinet.
In 2006 verliet de PC de regering en in 2007 ook de PD. Hierdoor moest het kabinet tweemaal worden herschikt. Tussen 2007 en 2008 was er sprake van een minderheidscoalitie tussen PNL en UDMR.

## Samenstelling
Het kabinet bestond uit een premier en 23 ministers.
| Minister | Ambt | Partij         |
| --- | --- | -------------- |
| Călin Popescu-Tăriceanu                                                                                               | Premier | PNL            |
| Béla Markó (2004–2007)                                                                                                | Vicepremier en minister van Staat, verantwoordelijk voor Cultuur, Onderwijs en Europese Integratie                                                          | UDMR           |
| Adriean Videanu (2004–2005) Gheorghe Seculici (2005) Gheorghe Pogea (2005–2007)                                       | Vicepremier en minister van Staat, verantwoordelijk voor de Coördinatie van Economische Activiteiten                                                        | PD             |
| Gheorghe Copos (2004–2006) Bogdan Pascu (2006)                                                                        | Vicepremier en minister van Staat, verantwoordelijk voor de Coördinatie van het Ondernemingsklimaat, Kleine en Middelgrote Bedrijven                        | PUR / PC       |
| Monica Macovei (2004–2007) Tudor Chiuariu (2007–2008) Teodor Meleșcanu (2008) Cătălin Predoiu (2008)                  | Minister van Justitie | partijloos PNL |
| Ionuț Popescu (2004–2005) Sebastian Vlădescu (2005–2007) Varujan Vosganian (2007–2008)                                | Minister van Openbare Financiën | PNL            |
| Gheorghe Barbu (2004–2007) Paul Păcuraru (2007–2008) Eugen Nicolăescu (2008) Mariana Câmpeanu (2008)                  | Minister van Arbeid, Sociale Solidariteit en Familiezaken                                                                                                   | PD PNL         |
| Ene Dinga (2004–2005) Anca Boagui (2005–2007)                                                                         | Minister van Europese Integratie | PD             |
| Mihai Răzvan Ungureanu (2004–2007) Călin Popescu-Tăriceanu (2007) Adrian Cioroianu (2007–2008) Lazăr Comănescu (2008) | Minister van Buitenlandse Zaken | PNL            |
| Vasile Blaga (2004–2007) Cristian David (2007–2008)                                                                   | Minister van Administratie en Binnenlandse Zaken | PD PNL         |
| Ioan-Codruț Seres (2004–2006) Varujan Vosganian (2006–2008)                                                           | Minister van Economie en Handel | PUR / PC PNL   |
| Teodor Atanasiu (2004–2006) Sorin Frunzăverde (2006–2007) Teodor Meleșcanu (2007–2008)                                | Minister van Nationale Defensie | PNL PD PNL     |
| Gheorghe Flutur (2004–2006) Dan Motreanu (2006–2007) Decebal Traian Remeș (2007) Dacian Cioloș (2007–2008)            | Minister van Landbouw, Bosbouw en Ontwikkeling van Landbouwgebieden                                                                                         | PNL partijloos |
| Gheorghe Dobre (2004–2005) Radu Berceanu (2005–2007) Ludovic Orban (2007–2008)                                        | Minister van Transport, Constructie en Toerisme | PD PNL         |
| Mircea Miclea (2004–2005) Mihail Hărdău (2005–2007) Cristian Adomniței (2007–2008) Anton Anton (2008)                 | Minister van Onderwijs en Onderzoek | PD             |
| Mircea Miclea (2004–2005) Mihail Hărdău (2005–2007) Cristian Adomniței (2007–2008) Anton Anton (2008)                 | Minister van Onderwijs en Onderzoek | PNL            |
| Mona Muscă (2004–2005) Adrian Iorgulescu (2005–2008)                                                                  | Minister van Cultuur en Religieuze Zaken | PNL            |
| Mircea Cinteză (2004–2005) Eugen Nicolăescu (2005–2008)                                                               | Minister van Volksgezondheid | PNL            |
| Zsolt Nagy (2004–2007) Iuliu Winkler (2007) Károly Borbély (2007–2008)                                                | Minister van Communicatie en ICT | UDMR           |
| Sulfina Barbu (2004–2007) Attila Korodi (2007–2008)                                                                   | Minister van Milieu en Watermanagement | PD UDMR        |
| Ovidiu Silaghi (2007–2008)                                                                                            | Minister van Kleine en Middelgrote Bedrijven en Handel | PNL            |
| Mihai Alexandru Voicu (2004–2006) Radu Stroe (2006–2007)                                                              | Minister belast met de Coördinatie van het Secretariaat-Generaal van de Regering                                                                            | PNL            |
| Cristian David (2004–2007)                                                                                            | Minister belast met de Controle van de tenuitvoering van internationaal gefinancierde programma's en de supervisie op de naleving van het gemeenschapsrecht | PNL            |
| Sorin Vicol (2004–2005)                                                                                               | Minister belast met de Coördinatie van de Controle van de Autoriteiten                                                                                      | PUR            |
| Bogdan Olteanu (2004–2006) Mihai Alexandru Voicu (2006–2008)                                                          | Minister belast met relaties tussen regering en parlement                                                                                                   | PNL            |
| László Borbély (2004–2007)                                                                                            | Minister belast met de Coördinatie van Openbare Werken en Territoriaal Management                                                                           | UDMR           |
| Iuliu Winkler (2004–2007)                                                                                             | Minister belast met Handel | UDMR           |